# Helena Jäderblom
Helena Jäderblom (Göteborg, 16 oktober 1958) is een Zweeds jurist en rechter. Sinds 26 september 2012 is ze werkzaam als rechter voor het Europees Hof voor de Rechten van de Mens — een functie die Jäderblom zal vervullen tot in 2021.
Jäderblom verkreeg haar Master of Laws aan de Universiteit van Uppsala in 1983. Na een aantal jaren gewerkt te hebben als griffier van een rechtbank, werd ze assistent-rechter aan het Administratief Hof van Beroep (Kammarrätt) in Stockholm in 1987, en later als verwante rechter op dezelfde plek.
Vanaf 1994 begon ze als juridisch adviseur bij het Ministerie van Justitie en diende daar ook als plaatsvervangend bestuurder. Tussen 2002 en 2005 was ze leidinggevende op de afdeling die zich buigt over gratie van veroordeelden.
Vanaf 2005 was ze hoofdraadslid aan de Administratieve Rechtbank (Länsrätt) van Stockholm, vanaf 2007 opperrechter aan het Administratief Hof van Beroep in Stockholm en in 2011 werd ze rechter aan het Administratief Hooggerechtshof van Zweden (Högsta förvaltningsdomstolen).
In april 2012 werd ze door de regering van Zweden voorgedragen als een van de drie kandidaten die Elisabet Fura moet vervangen aan het Europees Hof voor de Rechten van de Mens (EHRM). Op 26 juni 2012 werd ze door de Parlementaire Vergadering van de Raad van Europa gekozen als nieuwe rechter voor het EHRM. Ze begon haar werkzaamheden voor het EHRM op 26 september 2012 en zal deze blijven vervullen tot in 2021.